# Cechenotettix biskra
Cechenotettix biskra är en insekt som beskrevs 1986 av Reinhard Remane och Silke Meyer-Arndt utifrån ett specimen funnet i Algeriet. Arten ingår i släktet Cechenotettix och familjen dvärgstritar. Inga underarter finns listade i Catalogue of Life.